# Реми Мартен
Реми Мартен (фр. Rémy Martin; 10. август 1979) бивши је професионални рагбиста и некадашњи репрезентативац Француске.

### Клупска каријера
Каријеру је започео у клубу "Монт де Марсан". Играо је за овај тим у европском челинџ купу. Постигао је есеје у мечевима против италијанске Парме и енглеског Бристола. После сезоне у Монт де Марсану, прешао је у реномирани "Стад Франс". Са Стад Франсом је освајао три пута француску лигу и изгубио једно финале купа европских шампиона.

### Репрезентација Француске
За репрезентацију Француске дебитовао је против Енглеске у купу шест нација 2002. Играо је још и против Ирске и Италије те године. Играо је у тест мечевима против Аустралије, Канаде и Јужноафричке Републике 2005. Био је део селекције Француске на светском првенству 2007. Са Француском је два пута освајао титулу првака Старог континента.

## Успеси
Титула првака Француске са Стад Франсом 2003, 2004, 2007.
Куп шест нација са Француском 2002, 2006.